# غنيمون جميل
جنتوم جميل (الاسم العلمي:Gnetum formosum) هو نوع من النباتات يتبع جنس الجنتوم من الفصيلة الجنتوية.